# Linoleum (EP)
Linoleum è un EP del gruppo musicale svedese Pain of Salvation, pubblicato il 16 novembre 2009 dalla Inside Out Music.

## Descrizione
Esso comprende due canzoni del loro nuovo album Road Salt One (Linoleum e Mortar Grind), oltre a due inediti (Gone e If You Wait), una traccia bonus dal tono satirico chiamata Bonus Track B, e una cover di Yellow Raven originariamente realizzata dagli Scorpions.
L'EP è stato presentato per la prima volta dal vivo dal gruppo il 13 novembre 2009 durante un party promozionale al The Cave Rock Club di Sundbyberg (Stoccolma).
All'interno del booklet del disco, è presente una frase che recita: Linoleum - Not The Perfect Element, part III...but it could have been, right?

## Tracce
1. Linoleum (4:54)
2. Mortar Grind (5:50)
3. If You Wait (2:29)
4. Gone (7:54)
5. Bonus Track B (2:27)
6. Yellow Rave (5:39)

## Formazione
- Daniel Gildenlöw – voce, chitarra, basso
- Fredrik Hermansson – tastiere
- Johan Hallgren – chitarra, cori
- Leo Margarit – batteria, cori